# Philomides metallicus
Philomides metallicus is een vliesvleugelig insect uit de familie Perilampidae. De wetenschappelijke naam is voor het eerst geldig gepubliceerd in 1958 door Risbec.